# Ficinia indica
Ficinia indica là loài thực vật có hoa trong họ Cói. Loài này được (Lam.) H.Pfeiff. mô tả khoa học đầu tiên năm 1921.